# Скоропад, Павел Михайлович
Павел Михайлович Скоропад — старшина роты 84-го гвардейского стрелкового полка 33-й гвардейской стрелковой дивизии 39-й армии 3-го Белорусского фронта, гвардии сержант — на момент представления к награждению орденом Славы 1-й степени.

## Биография
Родился 25 мая 1919 года в селе Пушкарное ныне Краснопольского района Сумской области в семье крестьянина. Окончил 6 классов в селе Пушкарное. Переехал с родителями в Донбасс. Работал электриком на шахте.
В Красной Армии с 1939 года. Участник Великой Отечественной войны с мая 1942 года. Сражался на Западном, Сталинградском, Южном, 4-м Украинском, 1-м Прибалтийском и 3-м Белорусском фронтах.
Отличился во время освобождения Севастополя, при форсировании реки Неман, во время штурма высоты около Трутенау. В боях за город Кенигсберг был ранен. Минометчик 84-го гвардейского стрелкового полка гвардии младший сержант Павел Скоропад 5 мая 1944 года в боях на подступах к Севастополю под огнём противника перенес в укрытие до двадцати раненых бойцов, оказал им первую помощь и ночью вывез в медицинский пункт. Приказом от 17 мая 1944 года «за образцовое выполнение заданий командования в боях с немецко-фашистскими захватчиками» гвардии младший сержант Скоропад Павел Михайлович награждён орденом Славы 3-й степени.
19 августа 1944 года в бою в районе села Горды старшина роты того же полка, дивизии и армии гвардии младший сержант Павел Скоропад уничтожил двенадцать пехотинцев противника. Приказом от 30 сентября 1944 года «за образцовое выполнение заданий командования в боях с немецко-фашистскими захватчиками» гвардии младший сержант Скоропад Павел Михайлович награждён орденом Славы 2-й степени.
28 января 1945 года в боях на подступах к городу Кенигсберг старшина роты того же полка и дивизии гвардии сержант Павел Скоропад в числе первых ворвался в траншею противника и огнём из автомата уничтожил до десяти гитлеровцев. Указом Президиума Верховного Совета СССР от 19 апреля 1945 года «за образцовое выполнение заданий командования в боях с немецко-фашистскими захватчиками» гвардии сержант Скоропад Павел Михайлович награждён орденом Славы 1-й степени, став полным кавалером ордена Славы.
В мае 1945 года П. М. Скоропад демобилизован. Жил в городе Макеевка Донецкой области. Работал в шахтоуправлении «Советскуголь». Умер 24 июня 1977 года.
Награждён орденами Славы 1-й, 2-й и 3-й степеней, медалями. В городе Макеевка на доме, в котором жил П. М. Скоропад, установлена мемориальная доска. В посёлке городского типа Краснополье на Аллее Героев ему установлена памятная доска.